# Kärla-Kirikuküla
Koordinaten: 58° 21′ N, 22° 15′ O
Kärla-Kirikuküla ist ein Dorf (estnisch küla) auf der größten estnischen Insel Saaremaa. Es gehört zur Landgemeinde Saaremaa (bis 2017: Landgemeinde Lääne-Saare) im Kreis Saare. Bis 2014 trug das Dorf den Namen Kirikuküla.

## Beschreibung
Das Dorf hat 57 Einwohner (Stand 1. Januar 2016). Seine Fläche beträgt 4,44 km².
Südöstlich des Dorfkerns fließt der Fluss Kärla (Kärla jõgi)